# Скревън (окръг, Джорджия)
Окръг Скревън (на английски: Screven County) е окръг в щата Джорджия, Съединени американски щати. Площта му е 1699 km², а населението - 15 374 души (2000). Административен център е град Силвания.